# Тюрьма Реджина Чели
Тюрьма́ Реджи́на Че́ли (итал. Casa circondariale di Roma Regina Coeli) — пенитенциарное учреждение Италии. Главная и самая известная тюрьма в Риме, в административном отношении является тюрьмой итальянской столицы.
Находится в районе Трастевере, по Виа делла Лунгара 29 (итал. Via della Lungara 29). Расположена в комплексе зданий бывшего монастыря кармелиток, основанного в 1654 году. После 1870 года монастырь был реквизирован итальянским государством и перестроен для нынешнего использования в период между 1870 и 1890 годами. Тюрьма получила своё название от имени бывшего монастыря, посвящённого Деве Марии Царице Небесной (лат. Regina Cœli).

## История

### XVII век
Монастырь был основан 14 марта 1654 года двумя сёстрами Колонна: Кьярой, монахиней ордена Кармелитов, аббатисой которого она впоследствии стала, и Анной, вдовой Таддео Барберини, внука Урбана VIII.
Строительство монастырского комплекса началось при папе Урбане VIII в 1642 году, но после его смерти работы были приостановлены. Их возобновил его преемник Иннокентий X.

### XIX век
С 1810 по 1814 год монастырь был конфискован в соответствии с наполеоновским декретом, предписывавшим подавление религиозных орденов. Когда французы ушли, монахини вернулись. Но в 1873 году монахини-кармелитки снова были вынуждены покинуть монастырь, на этот раз навсегда.
После 1870 года монастырь был реквизирован итальянским государством и был переоборудован в тюрьму. Здание было расширено и приспособлено к новому назначению благодаря работам под руководством инженера Карло Моргани между 1870 и 1890 годами.

### XX век
С 1902 по 1920 год в здании тюрьмы располагалась первая научная полицейская школа в Италии. Также там находился судебный архив с картотекой лиц, имевших криминальное прошлое, материалы из которого использовались как учебный материал для зарождающихся уголовных дисциплин, в частности — криминальной антропологии.
Во времена фашистского правления  в ней содержались как лица, совершившие уголовные, так и политические заключённые. Во время немецкой оккупации Рима третий и шестой блоки тюрьмы были переданы в управление непосредственно командованию СС. Сотни антифашистов были заключены в тюрьму и подвергнуты пыткам немцами. Многие из партизан, расстрелянных в Форте-Браветта, сначала были заключены в тюрьму в Регина Чели.
24 марта 1944 года большинство мужчин, расстрелянных в Ардеатинских пещерах были взяты из Реджина Чели и тюрьмы по виа Тассо. При составлении списка людей, подлежащих расстрелу, большое количество было выбрано из числа заключённых: сначала приговорённых к смертной казни, затем осуждённых за политические преступления и, наконец, также выбранных случайным образом.

## Современный статус
Предусмотренная максимально допустимая вместимость тюрьмы составляет 628 мест. Но в настоящее время фактическое количество заключённых значительно превышает это количество. На 01.04.2023 года в тюрьме содержалось 1013 заключённых, из них 519 были иностранными гражданами.

## В народной традиции

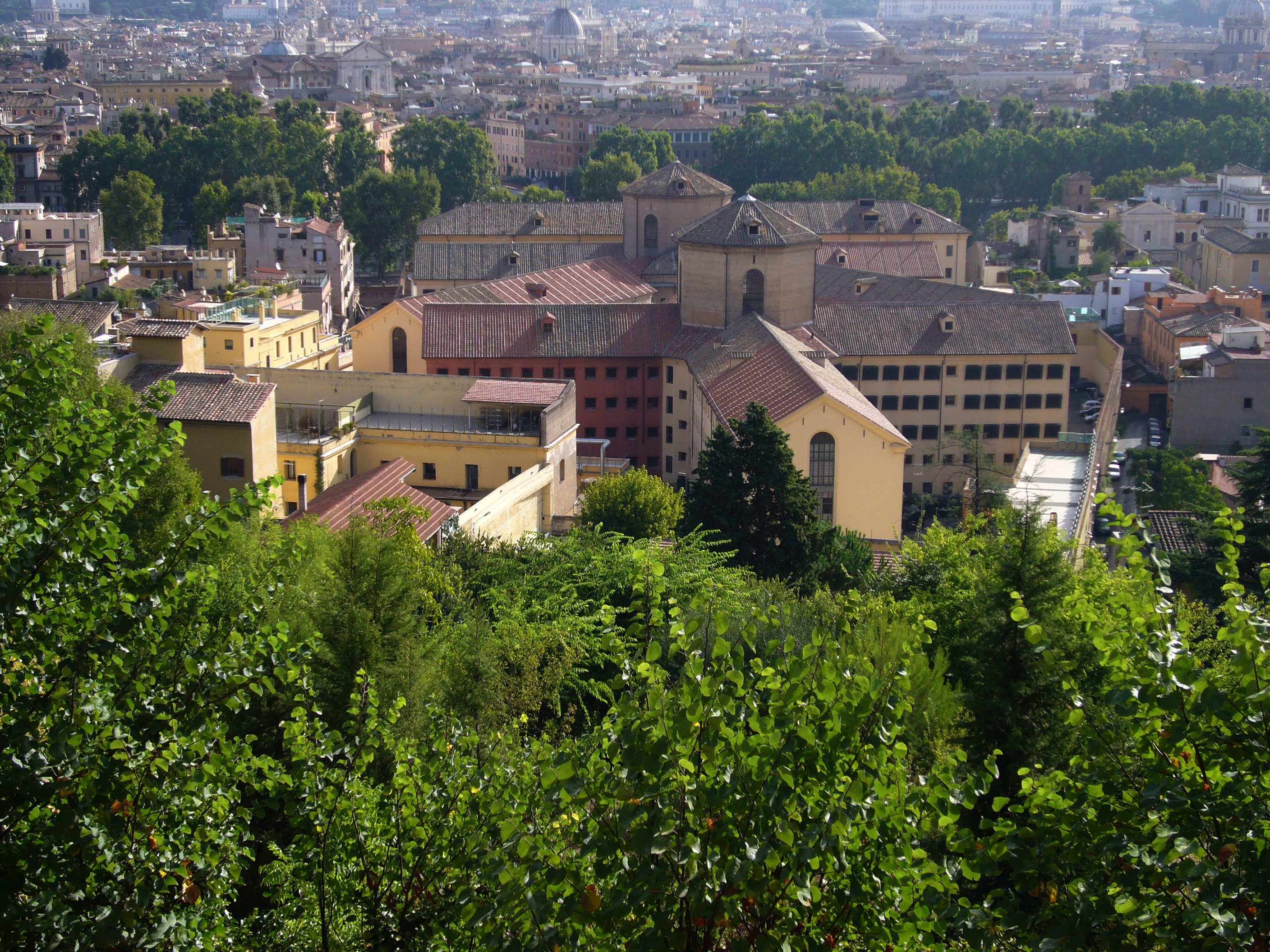
Вид на тюрьму с холма Яникул

Особое расположение тюрьмы, сразу за панорамным холмом Яникул, делает тюрьму очень близкой по прямой к некоторым точкам этого холма. Например, терраса маяка на Яникуле находится всего в нескольких десятках метров от угловых камер тюрьмы. Это позволяло семьям заключённых собираться там, чтобы общаться с ними криками. Даже сейчас родственники и близкие заключённых поздним вечером кричат в сторону тюрьмы, в основном слова поддержки.
По сложившейся традиции, силы правопорядка не вмешивались, чтобы помешать этим сообщениям, при условии, что словесный обмен фактически касался только важных и строго срочных новостей.
Виа делла Лунгара находится примерно на три метра ниже уровня улицы Лунготевере делла Фарнезина, поэтому, чтобы добраться до тюрьмы, нужно спускаться с более высокого уровня. Чтобы войти в здание, нужно подняться по трём ступеням: именно они, согласно приведённой традиции, дают римскую лицензию только тем, кто их прошёл. Существовала даже поговорка: «Тот не римлянин, кто ни разу не преступал порога Реджина Чели».

## В массовой культуре
- В фильме «Суперсвидетель» есть эпизод, в котором главная героиня (Моника Витти) общается с возлюбленным, заключённым тюрьмы Реджина Чели (Уго Тоньяцци), криками с холма Яникул.
- Фильм «Он вор, она воровка» (итал. Lui ladro, ladra lei) (реж. Луиджи Дзампа)[6].

## Известные заключённые
- Гинзбург Леоне (Лев Фёдорович Гинзбург) — итальянский антифашист, писатель и журналист[7]
- Сарагат Джузеппе — итальянский политик, 5-й президент Италии[8]
- Пертини Сандро — итальянский политик, 7-й президент Италии[8]
- Клеманти Пьер — французский актёр и кинорежиссёр[9]
- Безделов Дмитрий Александрович — бывший руководитель Федерального агентства по обустройству государственной границы РФ (Росграница)[10]

## Транспортное сообщение
Тюрьма расположена в центре Рима и имеет хорошее транспортное сообщение — автобусные маршруты № 23 и № 280 останавливаются напротив тюрьмы, остановка — Lungotevere Gianicolense .